# Rüdiger von Biegeleben
Rüdiger Maria Joseph Franz Adelbert von Biegeleben (Vienna, 2 dicembre 1847 – Vomp, 28 settembre 1912) è stato un diplomatico e nobile austriaco.

## Biografia

### I primi anni e l'inizio della carriera diplomatica
Rüdiger von Biegeleben era figlio dello statista e diplomatico Ludwig Maximilian Balthasar von Biegeleben (1812-1872) e di sua moglie, la baronessa Maria von Buol-Berenberg (1825-1871).
Biegeleben studiò legge alle università di Bonn, Innsbruck ed infine a Vienna, dove superò l'esame di stato con grande successo. Durante la sua permanenza a Bonn interruppe per breve tempo i propri studi per arruolarsi nella Kaltener Landesschutzkompanie il 28 giugno 1866, per rendersi disponibile all'occorrenza nelle riserve della terza guerra d'indipendenza italiana. Per tale attività fu promosso al grado di tenente il 9 dicembre 1870.
Dopo la laurea, il 28 ottobre 1869 Biegeleben venne accettato a lavorare presso il ministero degli esteri austriaco. All'inizio di novembre del 1870 superò l'esame diplomatico, dopodiché fu nominato addetto d'ambasciata non retribuito il 16 novembre. Due giorni dopo fu assegnato alla legazione di Roma e dal 21 maggio 1873 ottenne la nomina a segretario di legazione.
Nel maggio del 1875, von Biegeleben venne trasferito a Costantinopoli dove venne nominato attaché il 20 ottobre successivo. Il 21 marzo 1876 ricevette l'incarico di segretario di legazione.
Richiamato dalla Turchia, Biegeleben venne trasferito all'ambasciata austroungarica a Dresda, nel Regno di Sassonia, dal 13 marzo 1878. Da lì venne poi trasferito a Londra il 27 ottobre 1879, dove rimase sino al giugno del 1881 quando venne richiamato a Vienna.

### La diplomazia in Bulgaria
Il 30 ottobre di quello stesso anno, von Biegeleben venne nominato console generale a Sofia, in Bulgaria. Durante il periodo della sua reggenza di questo incarico, stabilì una forte amicizia col principe Alessandro I e, per quanto possibile, cercò di difenderlo a Vienna dagli attacchi del ministro degli esteri Kálnoky. Poiché a Sofia non esisteva un edificio adatto che potesse essere utilizzato come consolato, von Biegeleben dovette farne costruire uno a proprie spese. Il governo bulgaro gli fece la concessione di un pezzo di terra di 1812 m² proprio di fronte al palazzo del principe. Questi buoni rapporti intessuti tra l'Austria-Ungheria e la Bulgaria, ovviamente, crearono enormi fastidi alla Russia che considerava il neonato principato come una propria sfera d'influenza nei Balcani, ma i legami si rafforzarono ancora di più quando il von Biegeleben riuscì ad assicurarsi il consenso del principe Alessandro sulla costruzione del Chemins de fer Orientaux, la prima ferrovia balcanica. In riconoscimento di questi successi, von Biegeleben venne nominato consigliere di legazione il 24 dicembre.
Alla fine di agosto del 1886, dopo che il principe Alessandro I fu detronizzato dagli ufficiali russofili dell'esercito bulgaro (diretti ovviamente dalla Russia), von Biegeleben abbandonò il paese anche perché al governo centrale di Vienna pervennero forti pressioni da parte del cancelliere tedesco, il principe Bismarck, affinché si rinsaldassero i rapporti con la Russia. Stephan Burián venne nominato quale suo successore.

### L'esperienza in Giappone
Il 14 febbraio 1887, von Biegeleben si stava ormai preparando a trasferirsi a Londra dove sarebbe stato impiegato presso l'ambasciata austroungarica in loco, ma il 31 marzo venne invece nominato ministro plenipotenziario presso le corti del Giappone, della Cina e del Siam. Per meglio conoscere i paesi presso i quali avrebbe dovuto fare rappresentanza diplomatica per conto dell'Austria, al viaggio di andata visitò brevemente il Siam e la Cina, giungendo a Yokohama solo il 25 febbraio 1889. Venne richiamato a Vienna il 23 aprile 1893, ma data l'imminenza della visita dell'arciduca Francesco Ferdinando che nel 1892/1893 era impegnato in un viaggio intorno al mondo a bordo dell'incrociatore silurante SMS Kaiserin Elisabeth, non lasciò Tokyo sino alla fine di novembre del 1893.

### Gli ultimi anni
Tornato in Austria, sposò la baronessa Bertha Aloysia Kubeck von Kübau (1866-1945) a Graz il 2 giugno 1894.
Poiché la salute di Biegeleben era peggiorata negli anni, venne dapprima messo a disposizione il 31 maggio 1894 e poi venne pensionato temporaneamente dal 23 luglio 1896. Von Biegeleben soffriva infatti da anni di problemi ai bronchi e per questo trascorreva regolarmente gli inverni con la moglie in Egitto dove il clima più mite e secco lo favoriva. Per il resto dell'anno, invece, la coppia viveva principalmente nel castello di Sigmundslust, che von Biegeleben aveva acquistato nel 1890, arredandolo con molti oggetti che aveva acquistato nel corso della sua permanenza in Asia. Il 28 gennaio 1899, von Biegeleben venne infine posto in pensione e nominato membro del consiglio della corona.
Durante i suoi ultimi anni di vita, si adoperò particolarmente con un'associazione per aiutare la condizione dei cristiani che si trovavano a vivere nell'Impero ottomano.
Rüdiger von Biegeleben morì nel 1912 e, poiché non aveva avuto eredi, suo nipote Maximilian von Biegeleben (1886-1976) ereditò la sua fortuna.

## Opere
- Ludwig von Biegeleben. Ein Vorkämpfer des großdeutschen Gedankens. Lebensbild dargestellt von seinem Sohn. Zürich-Leipzig-Wien, Amalthea-Verlag, 1930.
- Eine eisige Novembernacht mit schneidend kaltem Wind, Mit der Postkutsche in Bulgarien unterwegs nach Sofia. In: Die Hitze hier ist wieder kolossal ... Des Kaisers Diplomaten und Konsuln auf Reisen, Reiseschilderungen 1808–1918. Rudolf Agstner (Hg.). LIT Verlag, Wien 2014. ISBN 978-3-643-50577-4. S. 151–155.